# 북부주머니두더지
북부주머니두더지 (Notoryctes caurinus)는 주머니두더지과에 속하는 유대류의 일종이다. 오스트레일리아의 고유종이다. 자연 서식지는 무더운 사막이다. 북부주머니주더지의 몸은 노란색을 띤다. 곤충의 번데기와 애벌레를 먹고 산다. 눈은 퇴화하여 시력을 잃어버렸으며, 귀는 거의 들리지 않는다.